# Opera Australia
Opera Australia è la principale compagnia operistica in Australia. Con sede a Sydney, la sua stagione degli spettacoli, presso la Sydney Opera House, accompagnata dall'Orchestra Australiana dell'Opera e Balletto si svolge per circa otto mesi dell'anno, con il resto del suo tempo trascorso all'Arts Centre Melbourne, dove è accompagnato dall'Orchestra Victoria. Nel 2004, la società diede 226 spettacoli nelle sue stagioni di abbonamento a Sydney e Melbourne, a cui hanno partecipato più di 294.000 persone.
Come la maggior parte delle compagnie d'opera, è finanziata da una combinazione di denaro governativo, sponsorizzazione aziendale, filantropia privata e vendite di biglietti. La quota delle sue entrate provenienti dalle vendite dei biglietti è notevolmente superiore a quella della maggior parte delle imprese, circa il 75%. La compagnia è forse meglio conosciuta a livello internazionale per la sua associazione con Dame Joan Sutherland, per la produzione de La bohème di Puccini da parte di Baz Luhrmann nei primi anni Novanta e, più recentemente, a parte gli spettacoli all'interno del teatro, grandi spettacoli all'aperto sul porto di Sydney.
Dalla fine del 2004 Opera Australia ha fornito lavoro a circa 1.300 australiani. Oz Opera, ora chiamata Opera Australia Touring and Outreach, (braccio di Opera Australia per lo studio, l'accesso e lo sviluppo) ha presentato la produzione di La bohème a Victoria, Northern Territory e la Western Australia, a cui hanno partecipato 13.350 persone, mentre La compagnia della Scuola di OzOpera si è esibita con oltre 63.500 bambini di età scolare in più di 360 spettacoli nel Nuovo Galles del Sud e in Victoria, nel distretto urbano e regionale. Da allora, il gruppo di tour e di divulgazione della compagnia si è esibito per moltissime persone in tutta l'Australia ed ha fatto tournée in altri stati, tra cui l'Australia Meridionale, il Queensland e la Tasmania, rendendola un'entità veramente nazionale. Molte migliaia di australiani hanno anche sperimentato il lavoro della loro compagnia d'opera nazionale attraverso televisione, radio, video, compact disc, DVD e l'annuale esibizione gratuita di opere nel dominio di Sydney. La compagnia si esibisce regolarmente in una serie di luoghi, tra cui l'evento all'aperto presso la Mrs Macquarie's Chair, "Handa Opera su Sydney Harbour", dove dal 2012 opere come La traviata, Madama Butterfly, Turandot, Aida e Carmen sono state rappresentate per un nuovo pubblico.

## Australian Opera Company, 1956–1957
Nel 1956, l'Australian Opera Company fu costituita a Sydney sotto gli auspici dell'Australian Elizabethan Theatre Trust. Ha commemorato il bicentenario di Mozart presentando quattro opere di Mozart in tutte le capitali, viaggiando per oltre 10.000 chilometri e realizzando 169 spettacoli. Era sorta una compagnia veramente nazionale.

## Elizabethan Theatre Trust Opera Company, 1957–1970
Nel 1957, cambiò il nome in Elizabethan Theatre Trust Opera Company.
Nel 1959 i cantanti licenziati della compagnia diedero il primo di molti tour regionali (presentati da State Arts Councils) con Il barbiere di Siviglia di Rossini usando scenari ridotti e accompagnati al pianoforte da Georg Tintner (Victoria, New South Wales, Queensland). Le tournée del Consiglio artistico successivo compresero Rigoletto (1960, Victoria, Queensland, New South Wales), Così fan tutte (1961, New South Wales, Queensland) e La traviata (1962, New South Wales, Queensland), tutte dirette da Tintner. Tuttavia nel 1963 un nucleo permanente di cantanti e personale fu mantenuto per tutto l'anno e la compagnia fece apparizioni nei festival regionali, incluso il Festival di Adelaide. Fu anche in grado di costituire la prima Elizabethan Trust Orchestra per la compagnia entro il 1967 con ulteriori aiuti governativi. Durante questo periodo, Stefan Haag svolse un ruolo importante nello sviluppo della compagnia.
Un traguardo importante per la compagnia fu una registrazione televisiva della Tosca di Puccini filmata nel 1968 al Festival di Adelaide. Cantava Tito Gobbi nei panni di Scarpia, al fianco di due cantanti australiani, il soprano Marie Collier nel ruolo principale e il tenore Donald Smith nei panni di Cavaradossi, alla bacchetta Carlo Felice Cillario, direttore d'orchestra argentino. Questo fu l'inizio di una lunga e proficua associazione tra l'Australian Opera e il Maestro Cillario fino al suo ritiro nel 2003. Alcune delle sue prime prove nel paese comportarono la direzione dell'Orchestra Elizabethan di Sydney e l'Australian Opera Chorus, entrambi di nuova formazione e con contratto a tempo indeterminato.
Mentre ancora non era apparsa con questa compagnia, Joan Sutherland, allora soprano australiano di fama internazionale e suo marito, il direttore Richard Bonynge, aiutarono la causa dell'opera in generale in Australia negli anni '60. Il nome di Sutherland era anche legato al progresso della Sydney Opera House, iniziata nel 1957 e ancora oggetto di una lunga e controversa costruzione. Quando "La Stupenda" apparve nel 1974, un anno dopo l'apertura del teatro, la compagnia era una compagnia di repertorio leader con un grande coro e un gruppo di esperti protagonisti australiani integrati da cantanti e direttori ospiti.

## The Australian Opera, 1970–1996
Nel 1970, la compagnia divenne nota come The Australian Opera. Gli anni '70 videro notevoli cambiamenti sia nell'amministrazione che nella locazione. Nel 1972 Edward Downes, precedentemente impegnato con la Royal Opera House di Londra, divenne direttore musicale, e la sua prima produzione fu la prima australiana del Der Rosenkavalier di Richard Strauss al Princess Theatre di Melbourne, seguita da vicino da War and Peace di Prokofiev come esecuzione per la serata di apertura della Sydney Opera House, poco prima dell'apertura ufficiale dell'edificio.
La Sydney Opera House, oltre a diventare rapidamente un punto di riferimento culturale distintivo in quella città, diede alla compagnia una sede permanente per gli spettacoli e quindi contribuì ad espandere il suo repertorio ed aumentare il pubblico locale. Il pubblico fu sicuramente potenziato dalle esibizioni di Joan Sutherland con l'Australian Opera in I racconti di Hoffmann di Offenbach. Inoltre, nella stagione 1974 furono eseguite tre opere australiane: The Affair di Felix Werder, Lenz di Larry Sitsky e Rites of Passage di Peter Sculthorpe. (Rites of Passage avrebbe dovuto essere la presentazione dell'opera inaugurale alla Sydney Opera House, ma non fu pronta in tempo.)
Nel 1976 Richard Bonynge era diventato direttore musicale e guidò la compagnia nel suo primo tour oltreoceano in Nuova Zelanda con il Rigoletto di Verdi e Jenůfa di Janáček, quest'ultimo diretto da Georg Tintner. Questo fu seguito nel 1978 dal primo tour country australiano della compagnia, con orchestra nel New South Wales nord-orientale (Don Pasquale con la Queensland Theatre Orchestra, diretta da Tintner). Il tenore principale in questo tour fu Robin Donald. Dal 1977 al 1990, il regista residente fu Elke Neidhardt.
Nel 1977, i New South Wales Friends of the Australian Opera e l'Australian Elizabethan Theatre Trust fondarono la borsa di studio Armstrong-Martin per promuovere la formazione musicale dei cantanti d'opera professionisti.
Durante gli anni '80, dopo molti anni di registrazioni dall'Australian Opera per la televisione, l'Australian Broadcasting Corporation (ABC) e l'Australian Opera presentarono la loro prima trasmissione simultanea in diretta, Il pipistrello di Johann Strauss, che fu da oltre due milioni di persone. Negli anni seguenti una serie di trasmissioni simultanee raggiunse milioni di case australiane.
Sul fronte popolare, un grande successo al botteghino fu l'apparizione di Luciano Pavarotti e Joan Sutherland alla Concert Hall della Sydney Opera House nel 1983, con l'Orchestra Elisabettiana di Sydney diretta da Richard Bonynge (l'orchestra gemella di Melbourne era conosciuta come la Elizabethan Melbourne Orchestra. Ora sono conosciuti rispettivamente come l'Australian Opera ed il Ballet Orchestra, Sydney e Orchestra Victoria, Melbourne). Questa esibizione in simulcast a livello nazionale ha battuto i record al botteghino per un evento al coperto. Un altro concerto di successo con Sutherland e Marilyn Horne si tenne nella Concert Hall.
Oltre a ciò diverse caratteristiche innovative caratterizzarono questo periodo degli anni '80. Il primo "Esso Opera in the Park" nel Sydney Domain divenne rapidamente un evento annuale ed è ora chiamato "Opera in the Domain". In genere attira quasi 100.000 persone ogni anno. Un evento all'aperto annuale simile, che attrae più di 25.000 persone, si svolge a Melbourne. Il secondo è stato l'istituzione del "The Esso Young Artists' Development Program" per l'Australian Opera, mentre il terzo fu l'Australian Compositions Program" lanciato con una nuova produzione di Metamorphosis di Brian Howard.
Anche un altro programma innovativo, "The National Opera Workshop", fu creato per consentire a compositori australiani scelti di presentare lavori in forma di workshop con artisti dell'Australian Opera. Infine, "OperaAction", lo "Youth Education Program" stabilì un programma di eventi, tra cui tre spettacoli di giovani di Madama Butterfly di Puccini e, nel 1986, Winds of the Solstice, un'opera giovanile originale creata da 70 studenti che lavorarono su libretto, musica, coreografia e orchestrazione e presentata alla Sydney Opera House.
La compagnia riorganizzò gradualmente la sua amministrazione per tutto il decennio, nominando Moffatt Oxenbould come direttore artistico nel 1984 e annunciando che Richard Bonynge sarebbe diventato direttore musicale emerito e direttore ospite principale dal 1987, dopo che il suo contratto decennale di direttore musicale era scaduto.
Nel 1988, in collaborazione con l'Australian Bicentennial Authority, la compagnia visitò Brisbane, Darwin, Hobart, Melbourne, Perth ed il National Opera Workshop di Melbourne con The Ra Project, un lavoro di musica-teatro composto con la diretta partecipazione sin dalle prime fasi di i cantanti che lo eseguirono e la prima collaborazione del regista Baz Luhrmann con l'Australian Opera.
Dame Joan Sutherland tenne i suoi spettacoli d'addio per l'Australian Opera nel 1990 in una produzione de Gli ugonotti (Les Huguenots) di Meyerbeer. Due anni dopo la compagnia rinominò il suo studio principale per le prove con il nome della Sutherland.
I primi anni '90 videro due importanti cambiamenti nel modo in cui la compagnia lavorò: in primo luogo, nel 1991, con la formazione degli "Artistic Associates of The Australian Opera", fu creato un corpo di persone che comprendeva alcune delle figure più importanti nel mondo musicale e dello spettacolo australiano. In secondo luogo, l'Australian Opera and Ballet Orchestra fu integrata con l'Australian Opera per realizzare un'orchestra permanente di opera e balletto per la compagnia.
Nelle sue prime esibizioni al di fuori dell'Australasia nel 1994, la compagnia eseguì il Sogno di una notte di mezza estate di Britten al Festival Internazionale di Edimburgo. Inoltre la produzione di Baz Luhrmann de La bohème fu mandata su più di 300 stazioni televisive nordamericane, seguita da una versione video mondiale e una versione di Broadway.

## Opera Australia, dal 1996
Opera Australia (OA) fu costituita dalla fusione delle compagnie Australian Opera e Victoria State Opera (VSO) nel 1996, in seguito al collasso finanziario della VSO con sede a Melbourne. Adrian Collette fu nominato General Manager della nuova società e sviluppò un piano triennale per ristrutturare la compagnia coinvolgendo due stagioni all'anno a Sydney e Melbourne, integrando lo staff OA e VSO e pianificando una struttura finanziaria valida, in modo da gestire il debito ereditato.
I primi anni del secolo presente hanno visto il ritiro di Moffatt Oxenbould, direttore artistico di Opera Australia per 15 anni e la nomina di Simone Young come direttore musicale. Per onorare il regista in pensione, il programma Young Artists fu rinominato "Moffatt Oxenbould Young Artists' Development Program". Subito dopo essersi insediato nella sua posizione nel 2001, Simone Young nominò il regista australiano Stuart Maunder come direttore artistico. Young procedette allo sviluppo del repertorio core dell'azienda, includendo più opere tedesche nel repertorio e diversificando i tipi di produzioni messe in scena e gli standard degli artisti internazionali e locali impiegati. Alla fine del 2002, tuttavia, il consiglio dell'OA, di fronte al deficit crescente, annunciò che le future visioni di Young per la compagnia erano "insostenibili" e decisero di non rinnovare il contratto dopo la fine del 2003.
Alla fine del 2003, Richard Hickox fu nominato direttore musicale di Opera Australia e assunse l'incarico a tempo pieno dal gennaio 2005. Durante il suo mandato, Hickox diversificò il repertorio con l'aggiunta di altre opere del XX secolo come The Love for Three Oranges, Rusalka e Arabella, registrando le esibizioni dal vivo di molte di queste opere per la Chandos Records. Il cinquantesimo anniversario della compagnia fu celebrato nel 2006 con un concerto di gala in cui vennero offerti tributi a Joan Sutherland e Richard Bonynge, i principali artisti, il coro, lo staff di produzione e l'Australian Opera and Ballet Orchestra (AOBO) per il loro talento artistico e la 'natura d'insieme' della compagnia. A metà del 2008, Hickox e Opera Australia furono criticati per ciò che fu percepito come un declino degli standard artistici sin dall'inizio del mandato di Hickox. Tornando nel Regno Unito nel novembre 2008 dopo la stagione invernale di Sydney, Hickox morì improvvisamente per un attacco cardiaco dopo aver condotto una prova a Swansea. Il 30 giugno 2009, Lyndon Terracini fu annunciato come nuovo direttore artistico.

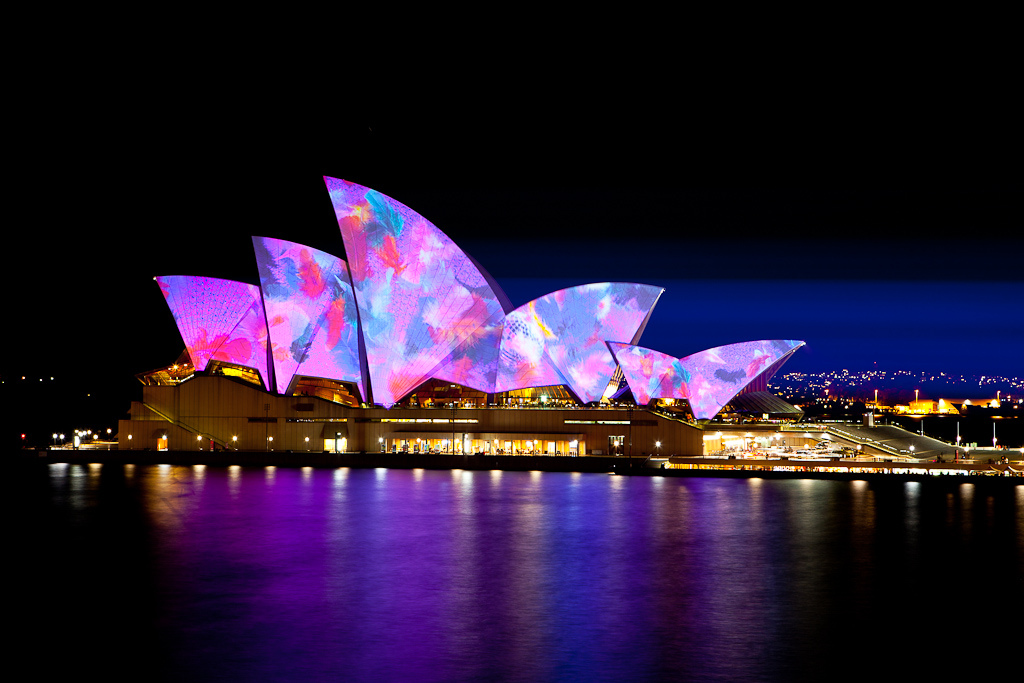
Sydney Opera House, 2010

Nel 2011 Lyndon Terracini tenne un discorso controverso come parte dell'annuale Peggy Glanville-Hicks Address, in cui annunciò che Opera Australia doveva cambiare per sopravvivere. "Le compagnie d'opera e le orchestre di tutto il mondo stanno chiudendo ad un ritmo allarmante ... Possiamo tranquillamente ignorare il fatto ... o possiamo cambiare ... una programmazione coraggiosa è avere il coraggio di programmare ciò che i critici ti criticano, ma che creerà una vera connessione con un pubblico reale".

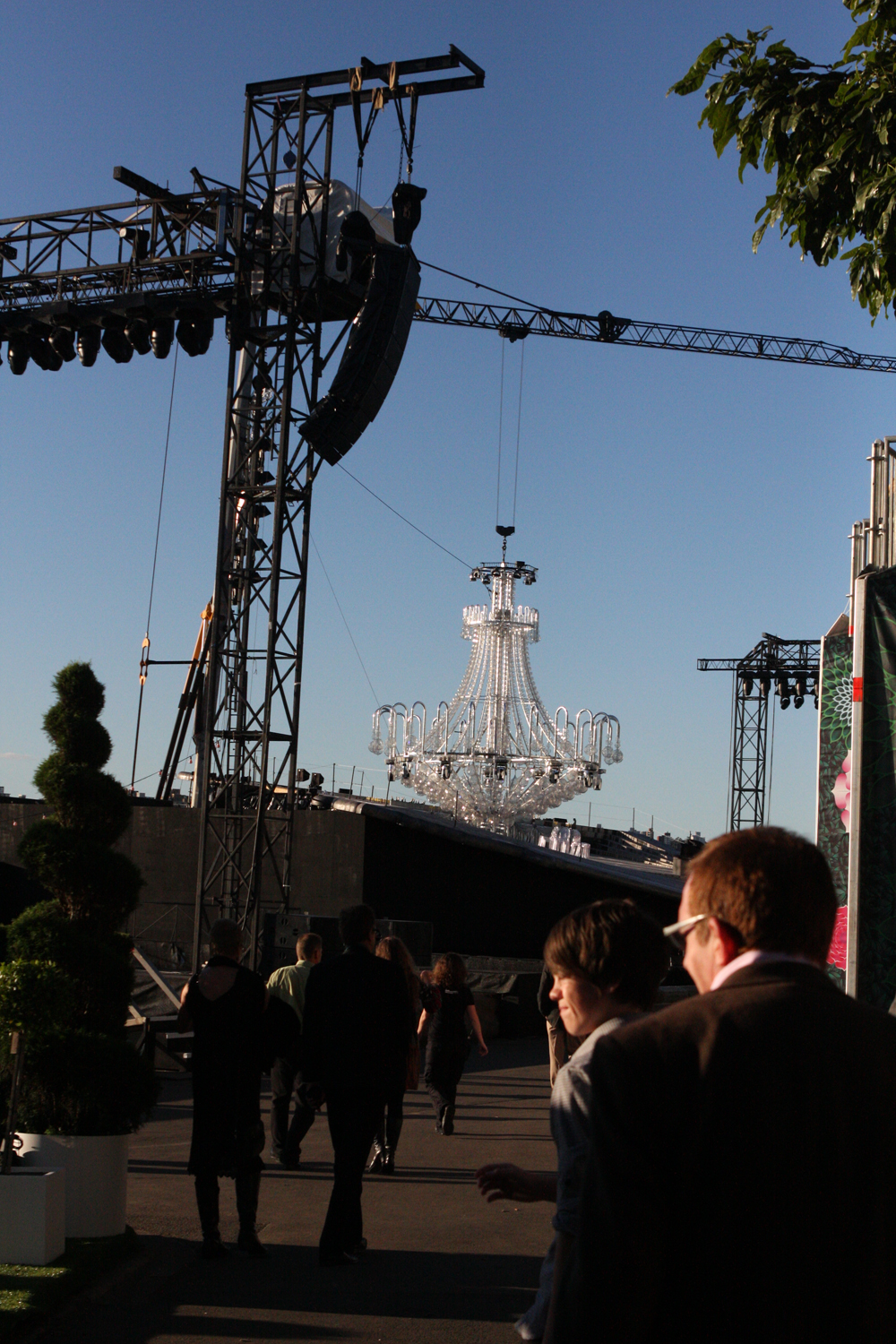
Palcoscenico dell'Handa Opera inaugurale sul porto di Sydney.

Il direttore artistico perseguì un programma progettato per portare l'opera a un pubblico più ampio. Nel 2012, attraverso la sponsorizzazione della dott.ssa Haruhisa Handa e Destination NSW, Opera Australia mise in scena la prima di "Opera di Handa su Sydney Harbour", una stagione di tre settimane di un'opera interamente prodotta e messa in scena, progettata per essere un "evento" operistico. La produzione de La traviata fu diretta da Francesca Zambello e attirò un pubblico di 40.000 persone. Nel 2013 Opera Australia realizzò una produzione di Carmen a Sydney Harbour, diretta da Gale Edwards, che raggiunse un numero di spettatori simile. Da allora The Harbour ha avuto allestimenti annuali, Madama Butterfly (2014), Aida (2015) e Turandot (2016).
Nel 2012 Opera Australia iniziò a mettere in scena i musical di Broadway per la prima volta, sostituendo le normali produzioni di Gilbert e Sullivan che avevano fatto parte del repertorio della compagnia per alcuni anni. Una produzione del Lincoln Center Theatre di South Pacific ebbe luogo alla Sydney Opera House ed al Princess Theatre di Melbourne nel 2012 per un pubblico enorme, dando il via ad un tour nazionale che proseguirà nel 2013.
Una vasta iniziativa filantropica permise ala compagnia di programmare il suo primo Ciclo dell'Anello completo, che fu eseguito a Melbourne per quattro settimane alla fine del 2013. Dopo l'esaurimento dei biglietti per l'evento in un solo giorno, ABC Classic FM e Opera Australia annunciarono che la stazione radio avrebbe trasmesso in diretta il Ciclo al pubblico di tutto il paese.
Nell'aprile 2013, Opera Australia annunciò una crescita del 44% delle entrate totali basata su un aumento delle vendite al botteghino di oltre il 55%. Per il secondo anno consecutivo la società ha registrato un utile operativo a seguito di due disavanzi successivi.
Nel gennaio 2013 il consiglio di Opera Australia annunciò che avrebbe prolungato il contratto di Lyndon Terracini come direttore artistico per altri cinque anni. Nello stesso anno Terracini dichiarò che i cantanti con contratto di 12 mesi sarebbero stati "sospesi" senza retribuzione per un periodo da sei a dodici settimane nel 2014.

### Divulgazione educativa
Oz Opera fu fondata dopo la fusione di AO con VSO nel 1996, sotto la direzione di Lindy Hume. Il suo scopo è presentare l'opera al pubblico in tutta l'Australia metropolitana e regionale. Presenta spettacoli nelle scuole primarie in tutto il Nuovo Galles del Sud e nel Victoria, adattando le partiture molto grandi per soddisfare il pubblico giovane.

### Opera Australiana Moderna
Opera Australia è impegnata nello sviluppo e nelle esecuzioni a lungo termine delle opere australiane moderne. Dal 1974 OA ha messo in scena 12 nuove opere australiane e lavorato ad oltre 20 nuovi lavori in varie fasi dello sviluppo. Le principali opere nuove messe in scena dalla compagnia sono state The Little Mermaid di Anne Boyd (1985); Metamorphosis di Brian Howard (1985); Voss di Richard Meale (1986); Whitsunday di Howard (1988); Mer de glace di Richard Meale (1992); The Golem di Larry Sitsky (1993); The Eighth Wonder di Alan John (1995); Summer of the Seventeenth Doll di Richard Mills (1999); Batavia di Richard Mills (2001); Love in the Age of Therapy di Paul Grabowsky (OzOpera 2002); Lindy di Moya Henderson (2003); Madeline Lee di John Haddock (2004) e Bliss (2010) di Brett Dean.
Sotto Moffatt Oxenbould fu ideato un National Opera Workshop annuale che ha permesso a compositori e creatori scelti di "accedere alle risorse e alle competenze della Compagnia Nazionale" e ricevere consigli e incoraggiamenti da parte di esperti operistici. Dal 2000 l'impiego di questo workshop è cessato ed un gruppo di commissari è stato nominato per selezionare futuri progetti promettenti.

### Strategia digitale
Nel 2011 Opera Australia ha lanciato una nuova strategia digitale per portare le registrazioni ad alta definizione delle sue opere nei cinema (in collaborazione con CinemaLive), oltre a lanciare DVD, Blu-ray e CD su una propria etichetta e trasmettere queste registrazioni su ABC Television. Questo aumento dei contenuti video ha anche significato un aumento della partecipazione su YouTube, inclusa la pubblicazione più regolare di contenuti sul canale YouTube di Opera Australia. Accanto a questi cambiamenti, la compagnia ha anche aumentato la sua presenza sui social media Twitter e Facebook nel 2010 e 2011, fornendo aggiornamenti regolari e rispondendo alle domande dei clienti. Il 2011 ha visto anche il lancio del concorso Weekly Audience Review come parte del Blog di Opera Australia, che fornisce incentivi per i membri del pubblico a pubblicare recensioni delle produzioni di Opera Australia online, tra cui omaggi di pass e pubblicazione di recensioni sul blog.